# William Beckwith McInnes
William Beckwith McInnes (St Kilda, 18 de mayo de 1889–Melbourne, 9 de noviembre de 1939) fue un retratista australiano, ganador del Premio Archibald siete veces por sus pinturas de estilo tradicional. Fue instructor y director interino en la Galería Nacional de Victoria.

## Biografía

### Primeros años
McInnes nació en St Kilda, un suburbio de Melbourne, hijo de Malcolm McInnes y su esposa Alice Agnes (de soltera Beckwith). A pesar de la falta de tradición artística familiar, se aficionó al dibujo desde que pudo sostener un lápiz. En 1903, a los 14 años, se matriculó en la escuela de dibujo de la Galería Nacional de Victoria con Frederick McCubbin. Más tarde se trasladó a la escuela de pintura con Lindsay Bernard Hall.

### Carrera artística
Ganó sus primeros premios por dibujar la figura del natural y por pintar una cabeza del natural, y compartió el premio de un paisaje en 1908.
Poco después, McInnes realizó una exitosa muestra de sus pinturas en la Melbourne Athenaeum Gallery junto con Frank Crozier, a la que siguió en 1911 un viaje a Europa, donde pintó muchos paisajes y conoció las obras maestras de Rembrandt, Velásquez y Raeburn.
McInnes estuvo representado en Londres en la exposición del Royal Institute of Painters en óleos en 1913.
Regresó a Melbourne en el mismo año, donde se llevó a cabo una exposición individual en la galería Athenaeum y se vendió casi todo. En 1916 actuó como suplente de McCubbin como maestro de la escuela de dibujo de la Galería Nacional de Victoria, durante la licencia de seis meses de McCubbin. McInnes fue designado temporalmente para el cargo en 1918 después de la muerte de McCubbin, y en 1920 fue designado de forma permanente.
En 1921 ganó los primeros premios Archibald de retrato. Continuó ganando el premio un total de siete veces.
McInnes volvió a visitar Europa en 1925 y descubrió que tenía una gran demanda como retratista. Durante muchos años no pudo dedicar tiempo a hacer trabajos de jardinería. En 1927, el gobierno federal le encargó que representara la apertura del primer parlamento en Canberra por parte del duque de York. En 1928 expuso con la Royal Academy y en 1933 visitó nuevamente Inglaterra para pintar al duque de York (más tarde rey Jorge VI).
Al año siguiente, cuando Lindsay Bernard Hall se fue a Inglaterra como asesor del legado de Albert Felton, McInnes fue nombrado director interino de la Galería Nacional de Victoria y, a la muerte de Hall, fue nombrado director de la escuela de pintura.
Entre los muchos retratos de McInnes estaban los de los cirujanos Archibald Watson y Wood Jones.
La obra de arte de McInnes se halla expuesta en la Galería de Arte de Australia del Sur y la Galería de Arte de Nueva Gales del Sur. Además, McInnes ha pintado una variedad de personas importantes en la historia de Australia, incluidos funcionarios y familias aristocráticas.

### Vida posterior
McInnes sufrió de problemas del corazón toda su vida. El 30 de noviembre de 1937, alrededor de la medianoche, el automóvil que conducía atropelló y mató a un peatón en Brunswick Street, Fitzroy. En la indagatoria se presentó evidencia de que una droga (Luminal) que estaba tomando para la condición podría haber afectado su forma de conducir y ser responsable de su tambaleo y no recordar los detalles del accidente. No fue condenado por ningún delito.
Su salud general se vio afectada y en julio de 1939 renunció a su cargo de maestro de la Escuela de Arte de la Galería Nacional de Victoria. Murió el 9 de noviembre de 1939.
Se casó con Violet Muriel Musgrave en 1915, una hábil pintora de flores, que le sobrevivió con cuatro hijos y dos hijas.